# Michael Ross
Stig Karl Michael Ross, född 6 december 1954 i Enköping, är en svensk gitarrist. Han var medlem i dansbandet Sten & Stanley 1979–1988 och återkom sedan till bandet 2005.

## Karriär
Ross medverkade på rockbandet Frozen Fire's LP Känn Draget från 1978, till vilken han även skrivit låtarna Vuokkos Kärleksdebut och Suite I E Dur. År 1979 gavs Sten & Stanleys LP Copacabana ut, på vilken han agerade gitarrist. Året därpå medverkade som gitarrist tillsammans med samma band på LP:n På gång.
År 1982 gav Julie Felix ut albumet Blowin'i In The Wind med Ross på elgitarr. Även på Free spritis album What Do You Know About Jesus från 1984 medverkade han som gitarrist.
Han fortsatte turnera som gitarrist med Sten & Stanley åtminstone 2011–2013.
På samlingsplattan Swedish Meatballs–The Hard Rock Psych Underground 1971–1977 som gavs ut 2023 fanns flera av de låtar han tidigare medverkat på med.
Ej att förväxla med sångaren Michael Ross i hårdrockbandet Gypsy Rose. 